# Gromov-Witten-Invariante
Gromov-Witten-Invarianten sind eine spezielle Form topologischer Invarianten, welche eine Verbindung zwischen Topologie und Algebra herstellen.
Genauer bezeichnen sie in der symplektischen Topologie und algebraischen Geometrie rationale Zahlen, die pseudoholomorphe Kurven (mit gewissen Zusatzbedingungen) auf einer symplektischen Mannigfaltigkeit zählen und zur Unterscheidung symplektischer Mannigfaltigkeiten dienen. Sie können als Homologie oder Kohomologieklasse eines zugehörigen Raumes oder als deformiertes Cup-Produkt einer Quantenkohomologie aufgefasst werden. Die Gromov-Witten-Invarianten sind nach Michail Gromow und Edward Witten benannt, weil sie als Verallgemeinerung früherer von Gromov und Witten definierter Invarianten angesehen werden können. Sie spielen auch eine wichtige Rolle in der topologischen Stringtheorie.
Die genaue mathematische Konstruktion wird in einem eigenen Artikel „Stabile Abbildung“ behandelt.

## Definition
Sei {\displaystyle X} eine geschlossene symplektische Mannigfaltigkeit der Dimension {\displaystyle 2k}, {\displaystyle A} eine 2-dimensionale Homologieklasse in {\displaystyle X} und {\displaystyle g}, {\displaystyle n} beliebige natürliche Zahlen einschließlich Null. Weiter sei
{\displaystyle {\bar {M}}_{g,n}}
der Deligne-Mumford-Modulraum von Kurven des Geschlechts {\displaystyle g} mit {\displaystyle n} markierten (ausgezeichneten) Punkten, und
{\displaystyle M:={\bar {M}}_{g,n}(X,A)}
der Modulraum stabiler Abbildungen nach {\displaystyle X} der Klasse {\displaystyle A}, der die reelle Dimension
{\displaystyle d:=2c_{1}^{X}(A)+(2k-6)(1-g)+2n.}
hat. Schließlich sei
{\displaystyle Y:={\bar {M}}_{g,n}\times X^{n},}
mit der reellen Dimension {\displaystyle 6g-6+2kn}. Die Ausführungsabbildung bildet die Fundamentalklasse von {\displaystyle M} auf eine {\displaystyle d}-dimensionale rationale Homologieklasse in {\displaystyle Y} ab: 
{\displaystyle GW_{g,n}^{X,A}\in H_{d}(Y,\mathbb {Q} ).}
Diese Homologieklasse ist in gewisser Weise die Gromov-Witten-Invariante von {\displaystyle X} zu den Werten {\displaystyle g}, {\displaystyle n} und {\displaystyle A}. Sie ist eine Invariante der symplektischen Isotopie der symplektischen Mannigfaltigkeit {\displaystyle X}.
Um die Gromov-Witten-Invariante geometrisch zu interpretieren, sei {\displaystyle \gamma } eine Homologieklasse in {\displaystyle {\bar {M}}_{g,n}} und {\displaystyle \alpha _{1},\ldots ,\alpha _{n}} Homologieklassen in {\displaystyle X}, so dass die Summe der Kodimensionen von {\displaystyle \gamma ,\alpha _{1},\ldots ,\alpha _{n}} gleich {\displaystyle d} ist. Das schließt Homologieklassen in {\displaystyle Y} über die Künnethformel mit ein. Sei
{\displaystyle GW_{g,n}^{X,A}(\gamma ,\alpha _{1},\ldots ,\alpha _{n}):=GW_{g,n}^{X,A}\cdot \gamma \cdot \alpha _{1}\cdot \cdots \cdot \alpha _{n}\in H_{0}(Y,\mathbb {Q} ),}
wobei {\displaystyle \cdot } das Schnittprodukt (intersection product) in der rationalen Homologie von {\displaystyle Y} bezeichnet. Dieses ist eine rationale Zahl, die Gromov-Witten-Invariante für diese Klassen. Sie zählt die pseudoholomorphen Kurven (in der Klasse {\displaystyle A} mit Geschlecht {\displaystyle g}, mit Definitionsgebiet im „{\displaystyle \gamma }-Teil“ des Deligne-Mumford-Raumes) „virtuell“ ab, wobei die {\displaystyle n} ausgezeichneten Punkte auf die durch die {\displaystyle \alpha _{i}} repräsentierten Zyklen abgebildet werden.
Vereinfacht ausgedrückt zählt die Gromov-Witten-Invariante, wie viele Kurven {\displaystyle n} ausgewählte Untermannigfaltigkeiten von {\displaystyle X} schneiden. Wegen der mit der Bezeichnung „virtuell“ angedeuteten Natur dieser Abzählung müssen diese aber keine natürlichen Zahlen sein, da der Raum der stabilen Abbildungen eine Orbifaltigkeit ist, an dessen Isotropiepunkten nichtganze Zahlen zur Invarianten beitragen können. 
Es gibt viele Abwandlungen dieser Konstruktion, in denen z. B. statt Homologie Kohomologie verwendet wird oder statt Schnitten eine Integration. Manchmal werden die „pull-back“ (vom Deligne-Mumford-Raum) Chern-Klassen auch integriert.

## Berechnungsverfahren
Gromov-Witten-Invarianten sind im Allgemeinen schwierig zu berechnen. Während sie zwar für jede generische fast-komplexe Struktur {\displaystyle J} definiert sind, für die die Linearisierung {\displaystyle D} des Operators {\displaystyle {\bar {\partial }}_{j,J}}surjektiv ist, muss in der Praxis ein bestimmtes {\displaystyle J} gewählt werden. Meist wird ein {\displaystyle J} mit speziellen Eigenschaften gewählt, etwa speziellen Symmetrien oder Integrabilität. Tatsächlich werden die Rechnungen oft auf Kählermannigfaltigkeiten mit Techniken der algebraischen Geometrie ausgeführt.
Allerdings kann ein spezielles {\displaystyle J} zu einem nicht-surjektiven {\displaystyle D} führen und damit zu einem Modulraum pseudoholomorpher Kurven, der größer als erwartet ist. Grob gesagt korrigiert man diesen Effekt, indem man aus dem Kokern von {\displaystyle D} ein Vektorbündel formt, Obstruktionsbündel (engl. obstruction bundle) genannt, und die Gromov-Witten-Invariante dann als Integral auf der Eulerklasse dieses Bündels definiert. Technisch wird dabei die Theorie der polyfolds genutzt.
Die hauptsächliche Berechnungsmethode ist die Lokalisierung. Sie ist anwendbar, falls {\displaystyle X} eine Torus-Mannigfaltigkeit ist, das heißt, wenn auf ihr die Wirkung eines komplexen Torus vorhanden ist oder sie wenigstens lokal ein Torus ist. Dann kann man den Atiyah-Bott-Fixpunktsatz (von Michael Atiyah und Raoul Bott) um die Berechnung der Invarianten auf eine Integration über den Ort der Fixpunkte der Wirkung reduzieren („lokalisieren“). 
Ein anderer Zugang nutzt symplektische „Chirurgie“ (surgery) um {\displaystyle X} in Mannigfaltigkeiten zu zerlegen, auf denen die Berechnung der Gromov-Witten-Invarianten einfacher ist. Natürlich muss man dazu erst einmal das Verhalten der Mannigfaltigkeiten unter Chirurgie verstehen. Für diese Anwendungen nutzt man häufig die aufwendiger definierten „relativen Gromov-Witten-Invarianten“, die Kurven mit vorgeschriebenen Tangentialeigenschaften entlang symplektischer Untermannigfaltigkeiten von {\displaystyle X} mit reeller Kodimension 2 zählen.

## Verwandte Invarianten und Konstruktionen
Die Gromov-Witten-Invarianten sind eng mit anderen geometrischen Konzepten wie den Donaldson-Invarianten und den Seiberg-Witten-Invarianten verbunden. Für kompakte symplektische 4-Mannigfaltigkeiten hat Clifford Taubes gezeigt, dass eine Variante der Gromov-Witten-Invarianten (Taubes’ Gromov-Invariante) äquivalent zu den Seiberg-Witten Invarianten ist. Es wird vermutet, dass sie dieselbe Information wie die Donaldson-Thomas-Invariante und die Gopakumar-Vafa-Invarianten, die beide ganzzahlig sind, beinhalten.
Gromov-Witten-Invarianten können auch in der Sprache der algebraischen Geometrie formuliert werden. In einigen Fällen stimmen sie mit den klassischen abzählenden Invarianten überein, zeichnen sich aber im Allgemeinen zusätzlich durch ein Kompositionsgesetz für das „Zusammenkleben“ von Kurven aus. Die Invarianten können im Quantenkohomologiering der Mannigfaltigkeit {\displaystyle X} zusammengefasst werden, einer Deformation der gewöhnlichen Kohomologie. Das Kompositionsgesetz der Invarianten macht dann das deformierte Cup-Produkt assoziativ.
Der Quantenkohomologiering ist isomorph zur symplektischen Floer-Homologie mit ihrem „pair of pants“-Produkt.

## Anwendungen in der Physik
Gromov-Witten-Invarianten sind von Interesse in der Stringtheorie, in der die Elementarteilchen als Anregungen 1+1-dimensionaler Strings dargestellt werden. „1+1“ bezieht sich dabei auf die Raum-Zeit-Dimension des String-„World Sheets“, das sich in einem 10-dimensionalen Raum-Zeit-Hintergrund ausbreitet. Da der Modulraum solcher Flächen (die Zahl seiner Freiheitsgrade) unendlichdimensional ist und kein mathematisches Maß für ihn bekannt ist, fehlt der Pfadintegralbeschreibung dieser Theorie eine mathematisch strenge Grundlage. 
Im Falle mathematischer Modelle, die topologische Stringtheorien genannt werden und die 6 Raum-Zeit-Dimensionen haben, die eine symplektische Mannigfaltigkeit bilden, ist die Situation besser. Die Weltflächen werden durch pseudoholomorphe Kurven parametrisiert, deren Modulräume endlichdimensional sind. Gromov-Witten-Invarianten sind hier Integrale über diese Modulräume und entsprechen den Wegintegralen in diesen Theorien. Insbesondere ist die Zustandssumme der topologischen Stringtheorie zu Geschlecht {\displaystyle g} gleich der erzeugenden Funktion der Gromov-Witten-Invariante zu Geschlecht {\displaystyle g}.